# Цигленик (Кутјево)
Цигленик је насељено место у саставу града Кутјева, у западној Славонији, Република Хрватска.

## Историја
До нове територијалне организације налазило се у саставу бивше велике општине Славонска Пожега.

## Становништво
На попису становништва 2011. године, Цигленик је имао 143 становника.
| Националност       | 1991.        |
| Срби               | 276 (95,17%) |
| Хрвати             | 6 (2,06%)    |
| Југословени        | 1 (0,34%)    |
| остали и непознато | 7 (2,41%)    |
| Укупно             | 290          |